# Charles III le Simple
Pour les articles homonymes, voir Charles III.
Ne doit pas être confondu avec Charles III le Gros, fils de Louis II le Germanique roi de la Francie orientale
Charles III, dit « le Simple », né le 17 septembre 879, mort le 7 octobre 929 à Péronne, dans la Somme, est roi de Francie occidentale de la fin du IXe et du début du Xe siècle ; il appartient à la dynastie carolingienne.
Ce fils posthume du roi de Francie Louis II le Bègue († le 10 avril 879) et de sa seconde épouse Adélaïde est facilement écarté du trône par les grands du royaume après la disparition, en 882 et 884, de ses demi-frères issus du premier lit royal, Louis III et Carloman II. Les impératifs de défense en cette période troublée, sous la triple menace viking, sarrasine et hongroise, ne paraissaient guère compatibles avec l'accession au trône d'un tout jeune enfant. Charles est donc placé en 885 sous la tutelle de l'empereur Charles III le Gros. Après la destitution et l'abdication de ce dernier, le robertien Eudes, vaillant défenseur de Paris assiégée par les Normands durant l'hiver 885-886, se fait élire roi en février 888.
Sacré roi des Francs occidentaux le 28 janvier 893 par l'archevêque de Reims Foulques, le jeune Charles ne peut régner sur l'ensemble du royaume qu'à partir de la mort d'Eudes survenue le 3 janvier 898. Il est aussi roi de Lotharingie de 911 à 923. Sous son règne, de puissantes principautés en Flandre, Bourgogne, Aquitaine et France robertienne, adaptées à l'époque troublée, affirment leur indépendance, et leur pouvoir dans la vie politique du royaume. Le pouvoir royal éprouve ainsi d'énormes difficultés à s'imposer en raison des multiples rivalités de pouvoir.
La fin du règne, qui voit la prédominance d'un conseil régalien d'origine lotharingienne, est catastrophique. Tout d'abord, Charles est déposé par les grands du royaume le 30 juin 922. Ensuite, la bataille de Soissons, le 15 juin 923, sans vainqueur décisif, ouvre la voie à des rixes et querelles innombrables qui amènent la ruine du parti royal et valorisent le champ des ambitions des conjurés. Enfin, la bonne volonté pacificatrice de Charles, abandonné, est trompée. Attiré dans une réunion de médiation en fin d'été 923, le souverain est capturé lors d'un guet-apens organisé par Herbert II de Vermandois, qui le laisse végéter en captivité à Péronne jusqu'à sa mort en 929, même si son geôlier, un temps en conflit avec Raoul de Bourgogne, fait mine de chercher à le rétablir sur son trône, en 927.

## Un héritier évincé
Le qualificatif de « simplex » accolé à Charles — devenu le « simple » en ancien français — apparaît dès la fin du Xe siècle ; il se trouve pour la première fois dans les chroniques de Richer de Reims et signifie « honnête, sincère, franc, doux, pur, convivial ». Ce n'est qu'ensuite « par une fausse interprétation du mot », que les chroniqueurs l'ont employé dans le sens de « sot » ou de « simplet ». La variété des dénominations chez les auteurs des XIe, XIIe et XIIIe siècles s'explique par l'intense propagande des descendants des maîtres des principautés décriant les souverains carolingiens : « stultus » (« sot », « insensé », « fou »), « hebes » (« qui manque de pénétration, d'acuité, de finesse »), « follus » (« fou »), « minor » (« le petit »), « insipiens » (« déraisonnable »),,,.
Fils posthume de Louis II le Bègue, mort à Compiègne le 10 avril 879, et d'Adélaïde de Frioul, sœur de Wilfrid, abbé de Flavigny, Charles naît le 17 septembre 879. En premières noces, Louis II a épousé Ansgarde qui lui a donné deux fils, Louis III et Carloman II. Mais Louis a contracté cette union sans le consentement de son père Charles II, qui lui impose d'épouser un meilleur parti, Adélaïde ; en effet, le roi Charles II fait casser sa première union. Cette situation a entraîné des discussions sur la validité de ces deux mariages de la part des contemporains et a permis aux légistes adversaires de la dynastie de mettre en cause la légitimité de la descendance de Louis II.
Selon Richer, c'est Foulques le Vénérable, archevêque de Reims, qui a la charge d'élever Charles dès sa plus tendre enfance. Selon une chronique du XIIIe siècle, il a été confié, comme Louis et Carloman, aux soins d'Hugues l'Abbé.
Trop jeune pour régner, il est exclu du pouvoir après la mort de son demi-frère Carloman II. Les grands du royaume, avec à leur tête Hugues l'Abbé, choisissent alors Charles III le Gros, empereur d’Occident en titre, afin d’assurer la régence du jeune Charles pendant sa minorité. Après la déposition de Charles III le Gros en 887, Charles, qui n'a que huit ans, est encore trop jeune pour monter sur le trône. Les grands élisent alors comme roi de France le puissant marquis de Neustrie, Eudes, comte de Paris qui, en digne fils de Robert le Fort, a défendu Paris face aux Normands durant l'hiver 885-886.
Il est fait mention de Charles pour la première fois en juin 889. Il est alors auprès du comte Ramnulf II de Poitiers, duc d'Aquitaine. Eudes s'étant avancé vers lui avec une armée peu nombreuse pour obtenir sa soumission, Ramnulf se présente à Orléans avec Charles, alors âgé de dix ans. Les deux hommes négocient, et Ramnulf promet de ne pas attaquer Eudes et lui prête un vague serment d'allégeance.

## La lutte pour le trône

Sous le Gros, en 887, l'Empire carolingien est pratiquement reconstitué.

Monarque contesté après de retentissants échecs, Eudes cherche à éviter des complots. Il voit se dresser une conjuration pacifique mêlant l'archevêque Foulques, grand défenseur de la dynastie carolingienne, Richard de Bourgogne, Guillaume Ier d'Aquitaine, Adémar d'Angoulême et Pépin de Senlis, frère d'Herbert Ier de Vermandois. Les conjurés éloignent Eudes et le persuadent, lors d'un plaid tenu à Verberie en septembre 892, de passer l'hiver en Aquitaine, afin de combattre une révolte menée par les frères de Ramnulf. Charles parvient ainsi à se faire sacrer roi le dimanche 28 janvier 893 en l’abbaye Saint-Remi de Reims par Foulques, assisté des évêques de Laon, de Châlons et de Thérouanne, en présence d'un grand nombre de seigneurs des pays entre Seine et Meuse. C'est la première fois que le sacre du roi de France est célébré par l'archevêque dans sa cité de Reims. En octobre 816, Louis le Pieux avait reçu le sacre impérial, mais la cérémonie avait été célébrée par le pape Étienne IV, qui était venu spécialement à Reims. Sacré à Compiègne par l'archevêque Gautier de Sens, Eudes avait été couronné une seconde fois à Reims le 13 novembre 888.
Eudes réagit face à cette sédition. S'engage alors une lutte pour le pouvoir entre les deux rois, au cours de laquelle Eudes détruit le château d'Épernay et met le siège devant Reims. Les partisans de Charles l'obligent à lever le siège en septembre. Mais cette lutte sans l'appui des grands n'oppose stérilement que les deux partis royaux. Après des pourparlers, une trêve est conclue, jusqu'au jour de Pâques de l'année suivante (31 mars 894). Pendant cette trêve, Foulques tente d'obtenir le soutien du Pape Formose et de l'Empereur, en vain.

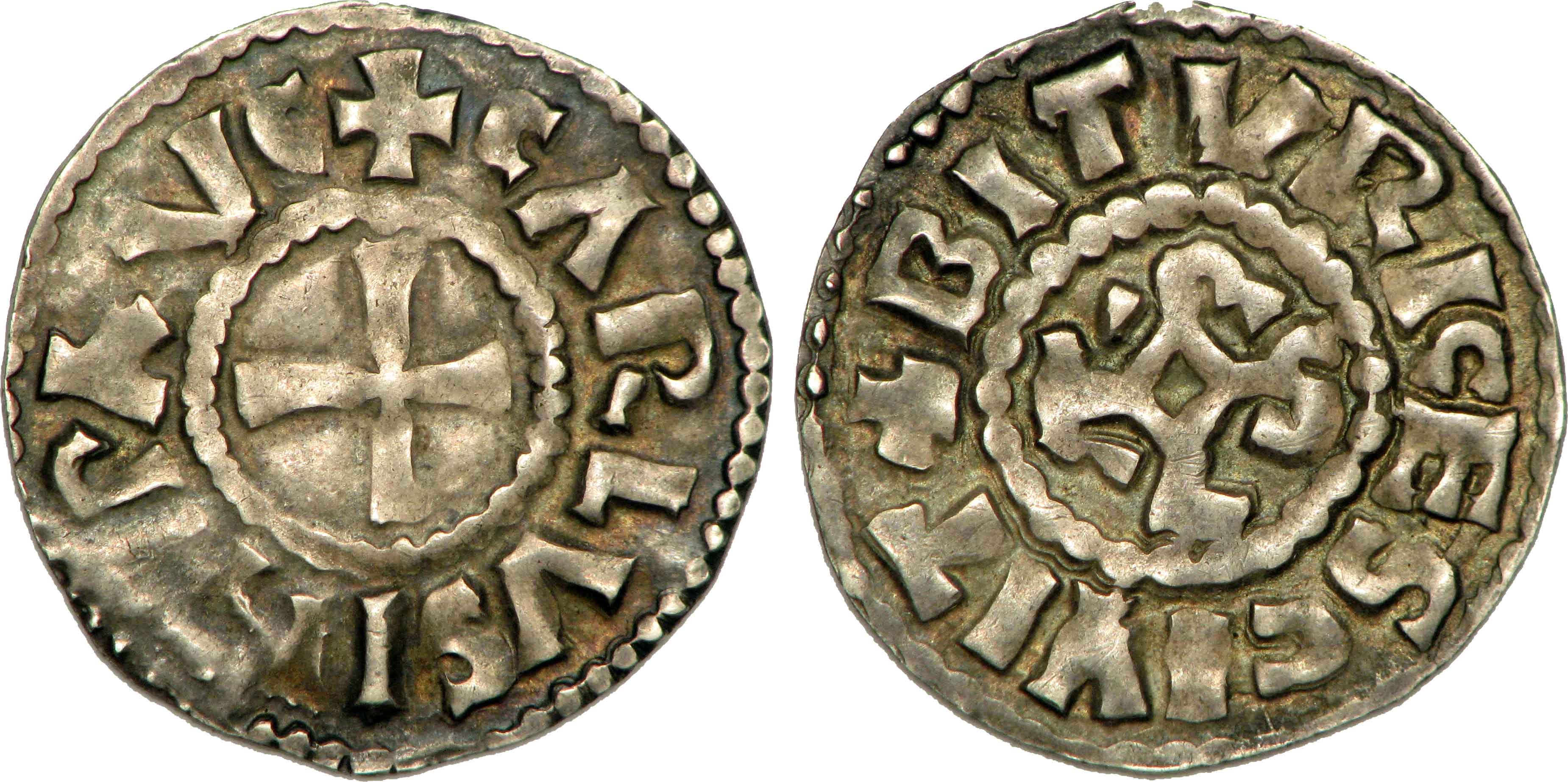
Denier sous le Simple.

Au terme de la trêve, Eudes assiège Reims, et contraint Charles à s'échapper secrètement. Charles gagne la Germanie et se rend à Worms, où Arnulf de Carinthie tient un plaid : le jeune prince carolingien obtient l'envoi officiel de troupes pour l'aider à combattre son rival robertien. Toutefois, les chefs de l'armée de secours, prétextant l'amitié qui les unit à Eudes et qui unissait leurs pères à Robert le Fort, duc des Francs et des rivages de Francie, abandonnent Charles en cours de route. Charles se réfugie alors en Bourgogne, auprès de Richard. Se posant en médiateur, Arnulf cite les deux rivaux à Worms. Eudes s'y rend et se voit reconnaître par l'Empereur. Au retour, il défait l'ambassade de Charles, emmenée par Foulques. Le parti de Charles s'adresse alors à son cousin Zwentibold, fils d'Arnulf, qui accepte de lui envoyer des secours, mais Zwentibold le trahit, détachant plusieurs seigneurs de sa cause et essayant de conquérir sans succès une partie du royaume d'Eudes.
Dès la trêve de 894, une négociation constitue le seul moyen pour mettre fin à cette guerre stérile sous le regard des grands. La reconnaissance des droits d'Eudes par Arnulf justifie une solution négociée par des représentants des deux partis. Hervé, représentant Eudes, mène la négociation en 896 sous l'arbitrage ambivalent de Foulques. En 897, Charles et Eudes concluent l'accord. Selon l'annaliste de l'abbaye Saint-Vaast d'Arras, un partage du royaume est alors décidé, outre la promesse de la succession au trône à la mort d'Eudes, ce qui devient effectif le 3 janvier 898. De son côté, Charles s'engage à confirmer Robert, le frère d'Eudes, dans son commandement neustrien, aux mains du lignage robertien depuis 886.
Sur son lit de mort le 3 janvier 898, Eudes, fidèle à son engagement, désigne Charles comme son successeur. Charles III reçoit alors l'hommage des grands du royaume réunis et concède à Robert la libre disposition des comtés neustriens, en plus de son marquisat de Bretagne et de plusieurs comtés entre Seine et Loire. Alors que la Neustrie, terme déjà caduc, n'est plus citée dans les archives, l'accession au trône de Charles est l'occasion de la naissance publique d'une principauté militaire, attribuée aux Robertiens. Charles III le Gros ayant été déchu de ses titres en 887 et n'étant donc plus officiellement compté dans la succession de la couronne, c'est sous le nom de Charles III qu'il monte sur le trône.

## Le roi des Francs occidentaux

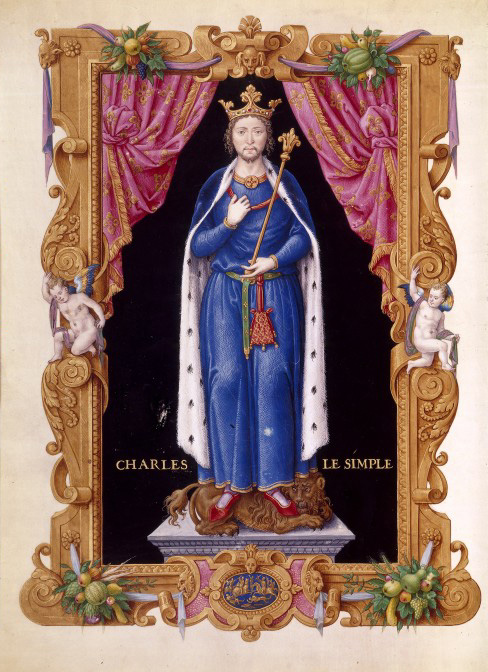
Portrait de le simple figurant dans le Recueil des rois de France de Jean du Tillet (Bibliothèque nationale de France), vers 1550, réalisé d'après la statue de la collégiale Saint-Fursy de Péronne.

Avec cette reconnaissance de sa dignité, le roi Charles met un terme à une jeunesse mouvementée. Mais il doit asseoir sa réputation et donner des preuves d'efficacité royale.
En 898, la Lotharingie entre en révolte contre Zwentibold sous la conduite du comte Régnier. Charles le Simple essaie alors de conquérir le royaume cher à ses ancêtres. Les évêques lotharingiens s'interposent et rétablissent la paix entre les cousins en discorde.

### Les Normands
Le 28 décembre 898, avec un petit nombre de soldats, Charles bat dans le Vimeu une bande de Normands qui s'en retourne vers son campement, chargée de butin. Mais la situation échappe souvent au contrôle régalien. La zone d'obédience du rex francorum se limite à une fraction de la Francie comprise entre la Seine et la Meuse.
Le difficile apprentissage de la fonction royale explique son mariage officiel tardif à Laon, une de ses villes préférées. Il se lie le 16 avril 907, à Frédérune (Frérone), fille du comte lotharingien Thierry II de Ringelheim et de Rhinghildim de Frise, sacrée le 18 avril à Saint-Remi de Reims par Hervé, archevêque de Reims, il constitue pour elle, le 19 avril au palais d'Attigny, un douaire comprenant le fisc de Corbeny et le palais de Ponthion, avec l'ensemble de leurs dépendances,.
En 911, les Vikings assiègent Paris et Chartres. Après une victoire près de Chartres le 28 août,, Charles décide de négocier avec le chef normand Rollon. Les pourparlers conduits par l'archevêque de Reims Hervé débouchent sur le traité de Saint-Clair-sur-Epte. Charles accorde à Rollon et à ses hommes de guerre la terre entre l'Epte et la mer « en alleu et en bien fonds ». Il accorde aussi — après que Rollon a refusé par convention la Flandre — « la terre des Bretons située en bordure de la mer », probablement le Cotentin et l'Avranchin, alors qu'il n'est nullement souverain de Bretagne. Un serment prêté unanimement par le roi, les évêques, les comtes et les abbés du royaume garantit à Rollon, ainsi qu'à ses héritiers et successeurs, la possession des terres autour de la Basse-Seine. En échange, le comes Rollon assure le roi de sa fidélité, qui implique une assistance militaire en vue de la protection du royaume. Rollon avoue ensuite sa bonne amitié, assise sur une alliance chrétienne et matrimoniale, Rollon devant se faire baptiser et épouser Gisèle, une fille de Charles issue d'une liaison ancillaire et illégitime,. Ce territoire correspondant à la Haute-Normandie actuelle, avec Rouen va s'étendre à l'ouest au fil des conquêtes au-delà de l'embouchure de la Seine pour former le duché de Normandie. Le traité de Saint-Clair-sur-Epte met un terme magistral aux raids vikings par la Seine.

### La Lotharingie
À la mort du roi Louis IV l'Enfant (21 novembre 911), la Lotharingie sous la conduite de son premier dignitaire margrave, le vieux comte Régnier au Long Col († 915), et du second dignitaire, le comte palatin Wigéric, alliés aux comtes rebelles Gérard et Matfrid, refuse obstinément le successeur conradien de Gebhard au duché de Lotharingie, Conrad. Elle se donne à Charles le Simple, qui accepte avec émerveillement l'offre d'élection royale des deux premiers dignitaires. Désormais, Charles tourne son action vers l'est. Le souverain carolingien investit sa vigueur dans cette riche terre, berceau de ses ancêtres dynastiques. Dans les années 911-912, à la suite de la récupération de la Lotharingie, Charles III remet à l’honneur le titre de « rex Francorum » qui est prédominant chez ses successeurs dans les actes du Xe siècle, et renforce l'identification entre France, royaume des Francs et Francie occidentale. À partir de 911, les rois du royaume occidental issu du traité de Verdun en 843, couvrant la plus grande part de la Gaule et concentrant la plupart des lieux symboliques du royaume de Clovis comme Reims ou Paris, revendiquent continûment la qualité de roi des Francs y compris les Robertiens alors que chez les rois de l'est, parfois appelé rois des Germains, cette revendication est épisodique et disparaît dès le XIe siècle. Les actes archivés indiquent qu'il y réside presque tous les ans sur de longues périodes, sauf en 914 et 918, années lacunaires.
À partir de son accession au trône lotharingien, Charles s'appuie sur les parents de son épouse Frérone, membre d'une puissante famille lotharingienne, et leur concède des honores (honneurs) pour faire contrepoids aux princes de Francie occidentale : son neveu Ernust, son frère Bovon (Bovo, Beuves), évêque de Châlons et surtout son cousin Haganon,, également parent de Gérard de Brogne. À partir de 914, son notaire-chancelier est toujours un Lotharingien, Gauzelin de Toul de 914 à 919, puis Haganon.
Entouré de courtisans et ministres lotharingiens, il rêve de reconstituer l'empire carolingien à son profit. Mais il se brouille vite avec les héritiers des deux principaux dignitaires qui cherchent à asseoir la puissance de leurs principautés territoriales en gestation rapide. Le turbulent princeps Gislebert agit en toute impunité, se sachant protégé par son amitié avec le roi saxon, Henri l'Oiseleur.

### L'Empire
Charles comprend que les souverains de Germanie constituent le principal obstacle à des ambitions impériales. Dans le but de se rapprocher des souverains saxons, il épouse le 10 février 919 Edwige de Wessex.
Il essaie ensuite de faire valoir ses droits à l'Empire, de façon diplomatique puis guerrière. Il est battu à Pfeddersheim, dans le pays de Worms, en 920 par le roi Henri l'Oiseleur de Germanie. L'insurrection aristocratique qui s'ensuit tourne au drame pour le roi Charles. Mais Hervé archevêque de Reims lève le ban, convoque les fidèles alliés royaux et vient à son secours. Les Saxons, témoins du sauvetage in extremis, sont impressionnés.
Rétabli dans son autorité, Charles peut remplacer l'évêque élu de Liège, Hilduin, hostile, par Richer, abbé de Prüm, son partisan. Le 7 novembre 921, par le traité de Bonn, les deux souverains se reconnaissent mutuellement.

## La déposition

### La révolte des grands
Charles, impuissant contre les dynasties princières qui se constituent se doit d'imposer à ses partisans une lutte constante. Le duc de Lotharingie Giselbert, le duc de Bourgogne Raoul, et surtout le duc des Francs Robert, frère du précédent roi Eudes, sont tous en mesure de défier son autorité. Jaloux du tout-puissant conseiller Haganon, qu'ils accusent d'« être né de parents obscurs », c'est-à-dire qu'il n'est pas de l'aristocratie, mécontents des fréquents séjours du roi en Lotharingie, les grands fomentent une révolte, avec à leur tête le duc Robert. Le soulèvement militaire des comtes de Francie et de la France robertienne éclate en 922, quand Charles retire à sa tante Rothilde, fille de Charles II le Chauve et belle-mère d'Hugues le Grand, l'abbaye de Chelles pour la donner à son ministre favori, Haganon. Située au cœur des domaines patrimoniaux de Robert, elle échappe ainsi à sa dépendance et constitue un point d'observation et de combat pour « un ennemi haï et méprisé ».
Après des incursions de part et d'autre dans le Rémois, le Laonnais et le Soissonnais, Charles voit son armée dispersée à Laon et doit se réfugier en Lotharingie. Profitant de son absence, les insurgés proclament sa déchéance. L'assemblée improvisée des révoltés élit roi Robert Ier le 29 juin 922, et, sans s'attarder sur le silence du vieil archevêque Hervé moribond, organise son sacre le lendemain, 30 juin, à Reims par Gautier, l'archevêque de Sens.
Après son couronnement, Robert porte la guerre en Lotharingie. Son fils Hugues marche sur le château de Chèvremont, place forte de leur allié Gislebert de Lotharingie que Charles assiège, et le contraint à lever le siège. Après s'être entendu avec Henri Ier l'Oiseleur sur les bords de la Rour au début de 923, Robert signe avec une fraction des Lorrains une trêve qui doit se prolonger jusqu'en octobre et rentre en Francie occidentale.
Mettant ce répit à profit, Charles lève en hâte de nouvelles recrues et, traversant la Meuse, marche sur Attigny puis, de là, contre Robert, installé à Soissons.
Arrivé sur l'Aisne le 14 juin, Charles livre bataille le lendemain, en fin de journée. La bataille de Soissons ne solde pas le conflit. Dans la première phase, Robert est tué dans une charge et un grand nombre de Robertiens sont acculés à une défense au sol. Le fils de Robert, Hugues le Grand, galvanise ses soldats en montrant le cadavre de son père. Les Robertiens s'apprêtent à livrer le combat de l'ultima hora lorsque l'arrivée inopinée des chefs des comtés entre Seine et Flandre, menés par Herbert, beau-frère de Robert, renverse le cours de la bataille. Le regain de cette seconde phase oblige les Lotharingiens à une prudente retraite. Les Robertiens acclament sur le champ de bataille le duc Raoul de Bourgogne, autre gendre du défunt roi, comme roi et champion de guerre. La bataille est perdue à moindre frais par Charles, même si Richer et Folcuin le déclarent vainqueur, suivis en cela par plusieurs auteurs postérieurs.
Charles fait alors appel à Rollon et à ses Normands, ainsi qu'à ceux des bords de Loire, commandés par Ragnold. Faisant leur jonction sous les ordres de ce dernier, les Vikings avancent jusque sur les bords de l'Oise pour lui porter secours. Toutefois, Raoul se porte à leur rencontre vers ce fleuve avec des seigneurs de Francie, leur barrant le chemin. Charles doit fuir de nouveau en Lotharingie,,,. Karl Ferdinand Werner présente cet appel aux Normands, anciens envahisseurs contre lesquels l'aristocratie franque se bat depuis plusieurs décennies, comme une maladresse de Charles, qui lui aliène ses derniers soutiens.
Profitant de sa retraite, une partie des grands de Francie occidentale élisent à Soissons Raoul de Bourgogne, couronné roi à Saint-Médard de Soissons le dimanche 13 juillet 923 par Gautier, archevêque de Sens.

### La captivité
Soucieux de se protéger des monarques et de se tailler une principauté entre Seine et Flandres, Herbert II de Vermandois attire le roi Charles avec une troupe peu nombreuse dans un guet-apens : il prétend que, détaché en dépit de sa bonne foi du parti carolingien, il veut profiter de l'occasion pour réparer ses torts à son égard. Charles est ainsi fait prisonnier le 17 juillet 923. Séparé de ses compagnons, il est incarcéré dans le castellum Theodorici (Château-Thierry) pendant quatre ans. À la suite de l'incendie de la tour où il est tenu prisonnier, il est transféré dans le château de Péronne (Somme).
Sa seconde épouse, la reine Edwige de Wessex (ou Odgive), fille du roi d'Angleterre Édouard l'Ancien, s'enfuit trouver refuge en Angleterre avec son fils, le futur Louis IV.
Le roi Charles, instrumentalisé par Herbert en quête de principauté, a pu revoir le monde libre. En 927, Herbert II extrait Charles de sa prison en dépit de l'interdiction de Raoul et l'installe dans sa capitale, Saint-Quentin, quelque temps après le concile qu'il avait réuni à Trosly. Herbert déclare à l'envi qu'il le reconnaît à nouveau comme roi. Puis il l'emmène à Eu afin d'y négocier une alliance avec Rollon, demeuré fidèle au souverain carolingien, contre Raoul.
Après avoir mené une expédition dans la France du nord à la tête d'une armée bourguignonne, le roi Raoul finit par s'entendre avec Herbert, auquel il abandonne Laon, ainsi que le Viennois pour son fils Eudes. Puis il rencontre à Reims Charles, auquel il accorde le fisc royal d'Attigny et peut-être celui de Ponthion. Mais Charles n'en demeure pas moins sous la garde d'Herbert. Désormais inutile, il n'y survit que deux ans. Il meurt le 7 octobre 929 à Péronne au terme de six années de captivité.
Des auteurs ont supposé qu'il serait mort de faim, d'autres qu'il aurait été empoisonné par Herbert de Vermandois,, notamment Walter Scott dans son roman Quentin Durward.

## Postérité

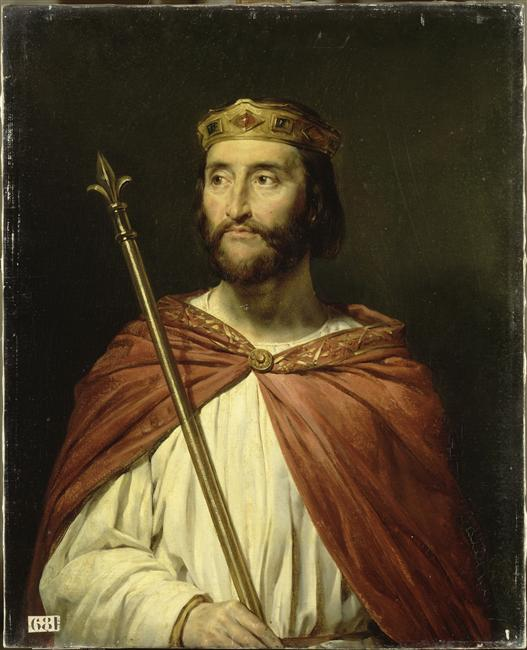
, dit le simple, roi de France en 896 (879-929) peint par Georges Rouget (1783-1869). Peinture acquise en 1838 et conservée au musée national du Château et des Trianons de Versailles.

Sa dépouille est inhumée au milieu du chœur de l’église Saint-Fursy de Péronne, où il a pour épitaphe : « Hic jacet Carolus Pius Francorum Rex, cuius animàm absoluat omnipotens et misericors Deus. Amen » (« Ici repose Charles, Pieux Roi des Francs ; que le Seigneur tout-puissant et miséricordieux absolve son âme »). Plus tard, lors de la reconstruction du chœur, le monument est déplacé derrière le grand autel, avec une pierre en losange portant l'inscription : « Ici gist Charles III, roy de France, décédé au chasteau de Péronne, le 7 octobre 929 »,. L'église a été détruite sous la Révolution, et le tombeau a disparu, ainsi que les restes du roi.
Après sa déposition, les seigneurs du sud de la Loire refusent de reconnaître la royauté de Raoul, continuant à dater leurs actes du règne de Charles jusqu'à son décès, en particulier dans le Languedoc, le Roussillon et le Poitou. Après 929, Raoul est généralement reconnu, même si plusieurs actes continuent à être datés des années de la mort de Charles ou des années de l'avènement de son fils Louis IV d'Outremer.

## Hommage
Un vitrail lui rend hommage dans l'église Saint-Nicolas-en-Cité d'Arras : « Étienne évêque d'Arras est investi par le roi Charles III de la justice seigneuriale sur la cité, 920 ».

## Généalogie
```
   ┌─ 
Charles
 
II
 dit «
 
le Chauve
 
»
 (823-† 877), 
roi de Francie occidentale
 (840-877), 
empereur d'Occident
 (875-877).
┌─ 
Louis
 
II
 dit «
 
le Bègue
 
»
 (846-† 879), 
roi des Francs
 (877-879).
│  └─ 
Ermentrude d'Orléans
 (vers 830-† 869).
│

Charles
 
III
 dit « le Simple »

│
│  ┌─ 
Adalhard de Paris
 (v. 830 -† ap. 890) 
comte du palais
, 
comte de Paris
.
└─ 
Adélaïde de Frioul
 (entre 855 et 866-† 901).
   └─ X
```

```
Il épouse :
 1) ép. le 
16 avril 907
[
66
]
,
[
67
]
 
Frédérune
 ou Frérone († 917), peut-être la fille de 
Thierry
 
II
 (
Théodoric
) de Rhingelheim
 2) ép. le 
10 février 919
 
Edwige de Wessex
 (cf. 
Maison de Wessex
)

 │
 ├─De ? Arnulf (?-?)
 ├─De ? Drogon (?-?)
 ├─De ? Roricon (?-976) 
évêque de Laon

 ├─De ? Alpaïs (?-?)
 ├─De 1 Ermentrude (?-?) épouse de 
Godefroid
 († 949), comte palatin de Lotharingie
 ├─De 1 Frérone (?-?).
 ├─De 1 Adélaïde (?-?).
 ├─De 1 
Gisèle
 (?-?), promise comme épouse à 
Rollon
.
 ├─De 1 Rothrude (?-?).
 ├─De 1 
Hildegarde de France
 (?-?).
 └─De 2 
Louis
 
IV
 dit «
 
d'Outremer
 
»
 (921-† 954), 
roi des Francs
 (936-954).
```

Voir aussi généalogie des Carolingiens